# William de Warenne, 2. Earl of Surrey
William de Warenne, 2. Earl of Surrey († 1138) war ein anglo-normannischer Adliger aus dem Hause Warenne. Von ihm wird meist nicht als Earl of Surrey, sondern als Earl Warenne oder Earl of Warenne gesprochen.

## Leben
Er war der älteste Sohn von William de Warenne, 1. Earl of Surrey (1030–1088) und dessen erster Frau Gundrada († 1085). Beim Tod seines Vaters erbte er dessen Titel als Earl of Surrey und dessen Ländereien, insbesondere das Rape of Lewes um seinen Familiensitz Lewes Castle in Sussex.
1090 kämpfte er in der Normandie gegen Robert de Bellême, der den aufständischen Herzog Robert II. von der Normandie unterstützte.
Um 1093 versuchte William, eine Hochzeit mit Edith, einer Tochter des Königs Malcolm III. von Schottland zu arrangieren. Sein Vorhaben scheiterte, Edith heiratete König Heinrich I. von England. Dies trug Heinrich vermutlich eine starke Abneigung Williams ein, die sein Handeln in den nächsten Jahren bestimmte.
Er schloss sich der Invasion Englands unter Robert II. von der Normandie 1101 an und verlor nach deren Scheitern seine englischen Titel und Ländereien und ging ins Exil in die Normandie. Hier beschwerte er sich bei Robert, er habe diesen mit großem Aufwand bei seiner Invasion unterstützt und dafür fast alles verloren. Robert kehrte 1103 nach England zurück, wohl um seinen Bruder Heinrich I. zu überzeugen, Williams Earlstitel wiederherzustellen. Diesem Vorhaben war Erfolg beschieden, William erhielt seine Titel und Ländereien zurück und war fortan ein loyaler Gefolgsmann Heinrichs.
Um die Loyalität Williams weiter abzusichern, erwog Heinrich, William mit einer seiner zahlreichen illegitimen Töchter zu verheiraten. Der Erzbischof von Canterbury Anselm brachte Heinrich jedoch von dieser Absicht mit dem Hinweis ab, es bestehe bei allen seinen Töchtern eine zu enge Blutsverwandtschaft mit William. Welche verwandtschaftlichen Beziehungen Anselm dabei genau im Sinne hatte, ist viel diskutiert worden. Vermutlich bezog er sich auf die gemeinsame Abstammung vom Vater der Herzogin Gunnora, Ehefrau des Herzogs Richard I. von der Normandie.
In der Schlacht bei Tinchebray 1106 kämpfte William als einer der Kommandeure Heinrichs gegen Robert II. von der Normandie. Die so gezeigte Loyalität sicherte ihm eine bessere Position am Hofe Heinrichs.
1110 floh Roberts Sohn William Clito zusammen mit Helias von Saint-Saens und William de Warenne erhielt die Ländereien Saint-Saëns. Auf diese Weise sicherte sich Heinrich erneut die Treue Williams, denn im Falle einer Rückkehr Clitos hätte ihm der Verlust der neu gewonnenen Ländereien gedroht.
William kämpfte in der Schlacht von Brémule 1119 und war 1135 am Sterbebett Heinrichs.
1118 gelang William die erwünschte Hochzeit mit einer Frau königlicher Herkunft. Er heiratet Elisabeth von Vermandois (auch Isabella genannt), eine Tochter des Grafen Hugo von Vermandois, der ein Sohn von König Heinrich I. von Frankreich war. Isabella war die Witwe von Robert de Beaumont, 1. Earl of Leicester. Mit ihr hatte er drei Söhne und zwei Töchter:
- William de Warenne, 3. Earl of Surrey (1119–1148);
- Reginald, Erbe der seines Vaters Ländereien in der Normandie, ⚭ Adeline, eine Tochter von William, Lord of Wormgay in Norfolk;
- Ralph;
- Gundrada, ⚭ (1) Roger de Beaumont, 2. Earl of Warwick, ⚭ (2) William, Lord of Kendal;
- Ada de Warenne, ⚭ Heinrich von Schottland, 3. Earl of Huntingdon.